# Castianeira cingulata
Castianeira cingulata là một loài nhện trong họ Corinnidae.
Loài này thuộc chi Castianeira. Castianeira cingulata được Carl Ludwig Koch miêu tả năm 1841.